# نجلاء محمود
نجلاء علي محمود (4 يوليو 1962 -) هي زوجة الرئيس المصري السابق محمد مرسي. كانت إحدى الأعضاء الفاعلين في تنظيم الإخوان المسلمين عندما كانت في الولايات المتحدة.

## حياتها
ولدت في حي عين شمس بالقاهرة وحصلت على الثانوية العامة، وعملت في لوس أنجلوس بالولايات المتحدة في بيت الطالب المسلم مترجمة فورية للأمريكيات اللاتي أشهرن إسلامهن، وعملت مترجمة في المركز الإسلامي بكاليفورنيا بالولايات المتحدة. وكانت إحدى الأعضاء الفاعلين في تنظيم الإخوان المسلمين.
هي ابنة خال الرئيس المصري الراحل الدكتور محمد مرسي وتزوجت منه عام 1979 ولديها أربعة أبناء وبنت هم: أحمد وشيماء وأسامة وعمر وعبد الله.

## وصلات خارجية
من هي نجلاء محمود زوجة الرئيس القادم؟ - فيديو على يوتيوب